# Comuna Vivseanîkî, Kozeatîn
Vivseanîkî (în ucraineană Вівсяники) este o comună în raionul Kozeatîn, regiunea Vinnița, Ucraina, formată din satele Muhuvata și Vivseanîkî (reședința).

## Demografie
Componența lingvistică a satului Vivseanîkî
     Ucraineană (98,33%)
     Rusă (1,22%)
     Alte limbi (0,33%)
Conform recensământului din 2001, majoritatea populației satului Vivseanîkî era vorbitoare de ucraineană (98,33%), existând în minoritate și vorbitori de rusă (1,22%).